# 레너드 프리먼
레너드 프리먼(Lennard Freeman, 1995년 12월 10일 ~ , 별명: "Mr. Feathery")은 미국 프로 농구 선수이며 포워드 포지션을 맡고 있다. 루마니아 리가 나시오날라의 CSM 오라데아에서 뛰고 있다.

## 개인사
프리먼은 워싱턴 DC에서 태어나 버지니아주 마우스오브윌슨에서 살았다. 어머니는 니콜 번(Nicole Bunn)이고 그에게는 쌍둥이 형제 마칼라와 마키가 있다. 키가 6피트 8인치(203cm)이고 몸무게는 264파운드(120kg)이다.

## 농구 경력
프리먼은 1학년 때 워싱턴 DC에 있는 시어도어 루즈벨트 고등학교에 다녔다. 그 후 그는 메릴랜드의 세인트 존스 칼리지 고등학교에서 두 시즌을 뛰었고 2012년에 컨퍼런스 전체에서 우등생을 차지했다. 그 후 그는 버지니아의 오크힐 아카데미에 다녔으며 2012-13년에 평균 8.6득점과 9.8리바운드를 기록했다.
프리먼은 노스캐롤라이나 주립대학교('18)에 다녔으며 4시즌 동안 팀에서 농구를 했다. 그는 오른쪽 다리 부상으로 인해 2016-17 시즌을 놓쳤다.
2018-19 시즌에 그는 파이널 스포어(Final Spor, 터키 농구 퍼스트 리그)에서 뛰었으며 28경기에서 경기당 16.1득점, 경기당 10.7리바운드(리그 3위), 경기당 1.1어시스트, 경기당 1.3스틸을 기록했다. 프리먼은 금주의 리그 선수로 선정되었다.
2019-20 시즌에 프리먼은 벨기에 유로밀리언스 리그의 벨피우스 몬스-하이노에서 뛰었다. 17경기에서 그는 경기당 12.1득점, 경기당 8.6리바운드(리그 2위)를 기록했다. 그는 Eurobasket.com 올해의 벨기에 리그 수비 선수로 선정되었으며, 1팀과 올스타 게임에 선정되었다.
이스라엘 농구 프리미어 리그의 하포엘 하이파는 2020년 6월 프리먼과 계약했다. 그는 경기당 평균 10.5득점, 8.4리바운드, 1.0어시스트를 기록했다. 2020-21년에 그는 이스라엘 농구 프리미어리그의 2점 필드골 비율(68.7%)에서 3위를 차지했다.
프리먼은 2021년 9월 16일 한국농구연맹의 원주 DB 프로미와 계약했다.
2023년 8월 루마니아 리가 나쇼오날라의 CSM 오라데아와 계약했다.